# 亚历山大·冯·克罗巴廷
亚历山大·冯·克罗巴廷（德語：Alexander von Krobatin，1849年9月12日—1933年9月28日），是奥匈帝国的陆军元帅、贵族。他作为参谋总长康拉德·冯·赫岑多夫的盟友在1912年12月被任命为帝国战争大臣。他亦是奥匈军队中的鹰派人物，曾于1914年七月危机期间极力主张对塞尔维亚宣战。